# 松平忠恕 (小幡藩主)
松平 忠恕（まつだいら ただゆき）は、江戸時代後期の大名。上野国小幡藩4代（最後の）藩主。官位は従五位下・大蔵少輔、摂津守。忠尚系奥平松平家6代。のち子爵。

## 生涯
文政8年（1825年）8月7日、3代藩主・松平忠恵の五男として誕生した。天保6年（1835年）7月3日、忠恵の嫡子となる。
天保13年（1842年）11月1日、従五位下・宮内少輔に叙任する。安政3年（1856年）6月27日、忠恵が老齢を理由に隠居したため、家督を継いだ。安政5年（1858年）10月9日、奏者番に就任する。文久2年（1862年）11月11日、寺社奉行に就任する。文久3年（1863年）10月28日、奏者番に再び就任する。元治元年（1864年）6月28日、奏者番兼寺社奉行を解任される。慶応元年（1865年）8月1日、幕府に軍資金500両を献上する。
幕末の動乱の中で寺社奉行と奏者番を兼任したが、どうも忠恕は幕府の将来に早くから見切りをつけていた一面があり、文久2年（1862年）に父が死去して藩の実権を完全に掌握すると、幕府に反抗的な水戸藩浪士を取り締まる一方で、江戸にあった妻子を本国に戻して朝廷と通じる一面も見せている。また、軍備増強にも乗り出して、猟師に名字帯刀などの特権を与える代わりに軍人として用いて強力な鉄砲隊を編成したりしている。
安政5年（1858年）には、地震により小幡城、住居向、櫓、多聞などが大破した。
慶応4年（1868年）3月、新政府軍に武器を献上するなど、戊辰戦争では新政府に与した。ただし、同年2月に領内で起こった世直し一揆で大被害を受けている。
明治2年（1869年）6月22日の版籍奉還で知藩事となり、明治4年（1871年）7月の廃藩置県で免官となる。明治6年（1873年）6月、日光東照宮の宮司となる。1884年（明治17年）7月8日、子爵を叙爵。明治29年（1896年）7月2日、貴族院子爵議員になった。その他、東京府学務委員も務めた。明治35年（1902年）5月21日に死去した。享年78。

## 家族
父母
- 松平忠恵（父）

妻
- 井上松 ー 井上正春の娘（正妻）
- 宮崎園子 ー 宮崎佐兵衛の長女（継妻）

子女
- 松平銀太郎（長男）
- 松平銑之助（八男）
- 松平鉄子 ー 本多康直室
- 松平雪子 ー 松平忠良正室後に松平忠禎正室

養子
- 松平忠良 ー 大田原富清の子[5]
- 松平忠禎 ー 間部詮勝の十男